# Mine Dal
Mine Dal (geb. 1960 in Istanbul) ist eine türkisch-schweizerische Fotografin.

## Leben und Karriere
Mine Dal studierte von 1978 bis 1982 an der Universität Istanbul Germanistik und Kunstgeschichte, erhielt mehrere Stipendien, u. a. Begabtenföderungsprogramm Österreich, DAAD. Ihre Dissertation schrieb sie über „Verständlichkeitsorientierte Textoptimierung bei der Übersetzung von Gebrauchsanweisungen“. Sie dozierte von 1984 bis 1988 an der Universität Istanbul und von 1988 bis 1999 als Assistenzprofessorin an der Marmara-Universität.
Seit 1999 lebt und arbeitet sie in Zürich, unter anderem als Ressortverantwortliche für Film und Literatur im Kulturraum Thalwil (1999–2001), Produktionsleiterin der Gub Company (2000–2002), PR- und Medienverantwortliche für das Kunstlabor forum:claque, Baden (2001–2003). 2000 schloss sie an der Hochschule für Gestaltung und Kunst Luzern das Nachdiplomstudium in Kulturmanagement ab. Von 2008 bis 2011 studierte sie an der Universität Zürich und schloss mit einem Master of Advanced Studies in Secondary and Higher Education ab. Von 2007 bis 2024 unterrichtete sie Allgemeinbildung an der Schule für Gestaltung Zürich, seit 2024 als Dozentin für Didaktik an der Bharatiya Skill Development University, Jaipur, Indien.
Von 2013 bis 2014 nahm sie an einer Fotografieweiterbildung an der EB Zürich teil. Menschenlandschaften an der türkischen Ägais ist ihr derzeitiges fotografisches Langzeitprojekt.
Für ihr erstes Fotobuch Everybody's Atatürk wurde sie von der Föderation der türkischen Fotografie zur Fotografin des Jahres Türkei gewählt.

## Rezension
Karen Krüger schreibt in der Frankfurter Allgemeinen Zeitung, so wie Mine Dal die Fotos von Atatürk inszeniert hat, verraten sie viel über die Türkei. In der Süddeutschen Zeitung konstatiert Stefan Fischer, dass die Fotografin zeigt, wie präsent der Begründer der modernen Türkei nach wie vor ist. Die Fotozeitschrift kwerfeldein lobt: „Mine Dal ist mit ihrem jüngsten Buch ein so wunderbarer wie simpler Spagat gelungen.“ Michael Guggenheimer stellt fest, dass Mine Dals Everybody's Atatürk ein ebenso ernstes wie witziges Buch ist. Und der türkische Sänger und Schriftsteller Zülfü Livaneli schreibt in Oksijen Gazetesi, dass Mine Dal mit ihren Fotografien ein einzigartiges Phänomen festgehalten hat. Das Fotomagazin Aperture würdigt Dals experimentelle Guerilla-Taktik, mit der sie treffend festhält, wie die türkische Bevölkerung Atatürk in ihren Alltag integriert.

## Auszeichnung
- Fotografin des Jahres der Türkei, 2020[10][11]
- Nominiert für den Arles Book Award 2021[12]

## Publikationen
- Berufsfeldbezogenes Curriculum für das Hochschulfach Übersetzung in: Tagungsbeiträge des V. Germanistik-Symposiums 1995, Eskisehir 1996, S. 398–406
- Textoptimierung und Übersetzen in: Tagungsbeiträge zum VI. Germanistik-Symposium 1997, Merin, 1998, S. 77–104
- Everybody's Atatürk, Edition Patrick Frey, Zürich 2020, ISBN 978-3-907236-03-1
- Schön & Glücklich (zusammen mit Alice Grünfelder), Songdog-Verlag, Bern, 2023, ISBN 978-3-903349-20-9